# Amélia III (iate)
O Amélia III foi um iate ao serviço de D. Carlos I de Portugal (1889-1908), entre 1899 e 1901.

## História
Originalmente baptizado como Yacona, substituiu, em 1899, o iate Amélia II, sendo rebaptizado, tal como este, com o nome da esposa do monaraca, a rainha D. Amélia de Orleães.
Tal como os antecessores, foi adquirido por D. Carlos I para servir, essencialmente, como navio de investigação oceanográfica. Para esse fim recebeu os equipamentos e instalações necessárias a essa atividade.
Em 1901 foi utilizado pelos soberanos na "Visita Régia" à Madeira e aos Açores, evento único na história destes arquipélagos. Nesse mesmo ano foi substituído pelo iate Amélia IV, o último dos "Amélias".